# Tito Mancini
Tito Mancini (* 24. November 1901 in Bologna; † 4. Mai 1969 in Sutri) war ein italienischer römisch-katholischer Geistlicher und Weihbischof in Ostia und in Porto und Santa Rufina.

## Leben
Tito Mancini besuchte das Convitto della Calza in Florenz. Er empfing am 25. Juli 1925 das Sakrament der Priesterweihe für das Bistum Porto und Santa Rufina. Anschließend war Mancini als Pfarrer in Coverciano tätig, wo er den Bau der neuen Pfarrkirche Santa Maria koordinierte. Im August 1933 wurde er Militärgeistlicher bei der italienischen Marine. Später wirkte er als Privatsekretär des Kurienkardinals Eugène Tisserant. Ab dem 29. Januar 1947 fungierte Mancini als Generalvikar der Bistümer Ostia sowie Porto und Santa Rufina. Zudem war er Domherr an der Kathedrale Sacri Cuori di Gesù e Maria in La Storta. Papst Pius XII. verlieh ihm am 25. Juni 1949 den Ehrentitel Päpstlicher Geheimkämmerer und am 18. September 1954 den Ehrentitel Päpstlicher Hausprälat.
Am 22. Dezember 1960 ernannte ihn Papst Johannes XXIII. zum Titularbischof von Vartana sowie zum Weihbischof in Ostia und in Porto und Santa Rufina. Der Präfekt der Zeremonienkongregation und Kardinalbischof von Ostia sowie Porto und Santa Rufina, Eugène Tisserant, spendete ihm am 29. Januar 1961 in der Kathedrale Sacri Cuori di Gesù e Maria in La Storta die Bischofsweihe. Mitkonsekratoren waren der Apostolische Visitator der Priesterseminare Italiens, Kurienerzbischof Ilario Alcini, und der Militärvikar von Italien, Erzbischof Arrigo Pintonello. Als Weihbischof war Mancini weiterhin Generalvikar und Domherr.
Tito Mancini nahm an allen vier Sitzungsperioden des Zweiten Vatikanischen Konzils teil. 1966 trat Mancini als Weihbischof zurück. Papst Paul VI. bestellte ihn am 28. Februar 1967 zum Apostolischen Administrator von Nepi und Sutri.
Mancini starb im Mai 1969 in Sutri und wurde in der Kathedrale Sacri Cuori di Gesù e Maria in La Storta beigesetzt.